# Дама-невидимка
«Да́ма-невиди́мка», в некоторых переводах «Да́ма-привиде́ние» (исп. La dama duende) — комедия в трёх действиях Педро Кальдерона, написанная в 1629 году. Первая постановка состоялась в том же году в Мадриде; первая публикация в 1636 году в Валенсии.

## Персонажи
- Дон Мануэль
- Косме, его слуга
- Дон Xуан де Толедо,  друг дона Мануэля
- Дон Луис,  брат дона Хуана
- Родриго, его слуга
- Донья Анхела, молодая вдова, сестра дона Хуана и дона Луиса

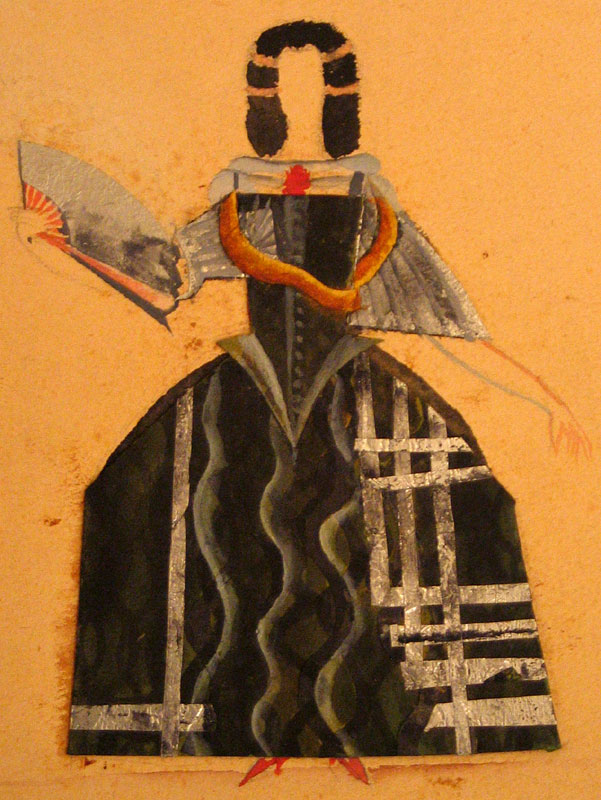

- Исабель, её служанка
- Донья Беатрис
- Клара, её служанка
- Слуги, толпа

## Переводы на русский язык
- Первый русский перевод, под названием «Невидимка» — в журнале «Артист» (1894, № 39).
- Щепкина-Куперник Т. Л. (М., 1940).
- Кальдерон П. Дама-невидимка. М., 1945.
- Щепкина-Куперник Т. Л. Избранные переводы, т. II. М., 1958.